# Flughafen Nazca

i7
i11
i13
Der Aeropuerto Maria Reiche Neuman ist der regionale Flughafen der peruanischen Stadt Nazca.

Angeflogen wird der Flughafen hauptsächlich von Lima mit Aero Cóndor Perú.

Außerdem starten und landen hier Rundflüge über die Nazca-Linien.